# Ménade endormie
La Ménade endormie est une sculpture gréco-romaine de la période hadrienne, conservée sous le numéro d'inventaire 261 au Musée national d'archéologie d'Athènes.
Dans la mythologie grecque, les Ménades (en grec ancien Μαινάδες / Mainádes, de μαίνομαι / maínomai, « délirer, être furieux »), appelées Bacchantes chez les Romains, sont les divinités accompagnatrices de Dionysos. Elles nous sont connues essentiellement par la tragédie des Bacchantes d'Euripide, qui nous a laissé une description des rites orgiaques qui leur sont attachés,[réf. incomplète].

## Historique
La Ménade endormie a été trouvée en 1880, brisée en plusieurs morceaux, sur la propriété Makriyannis, au sud de l'acropole d'Athènes. Elle faisait probablement partie du mobilier d'un riche habitant de la ville. La statue, en marbre pentélique, a une longueur de 1,36 m. Elle est datée du règne de l'empereur Hadrien (117 à 138) : elle correspond au style pratiqué à l'époque dans les ateliers attiques locaux. La statue est exposée dans la salle 32 du Musée national. Contrairement à la plupart des œuvres exposées dans ce musée, elle est protégée par une vitrine.

## Description

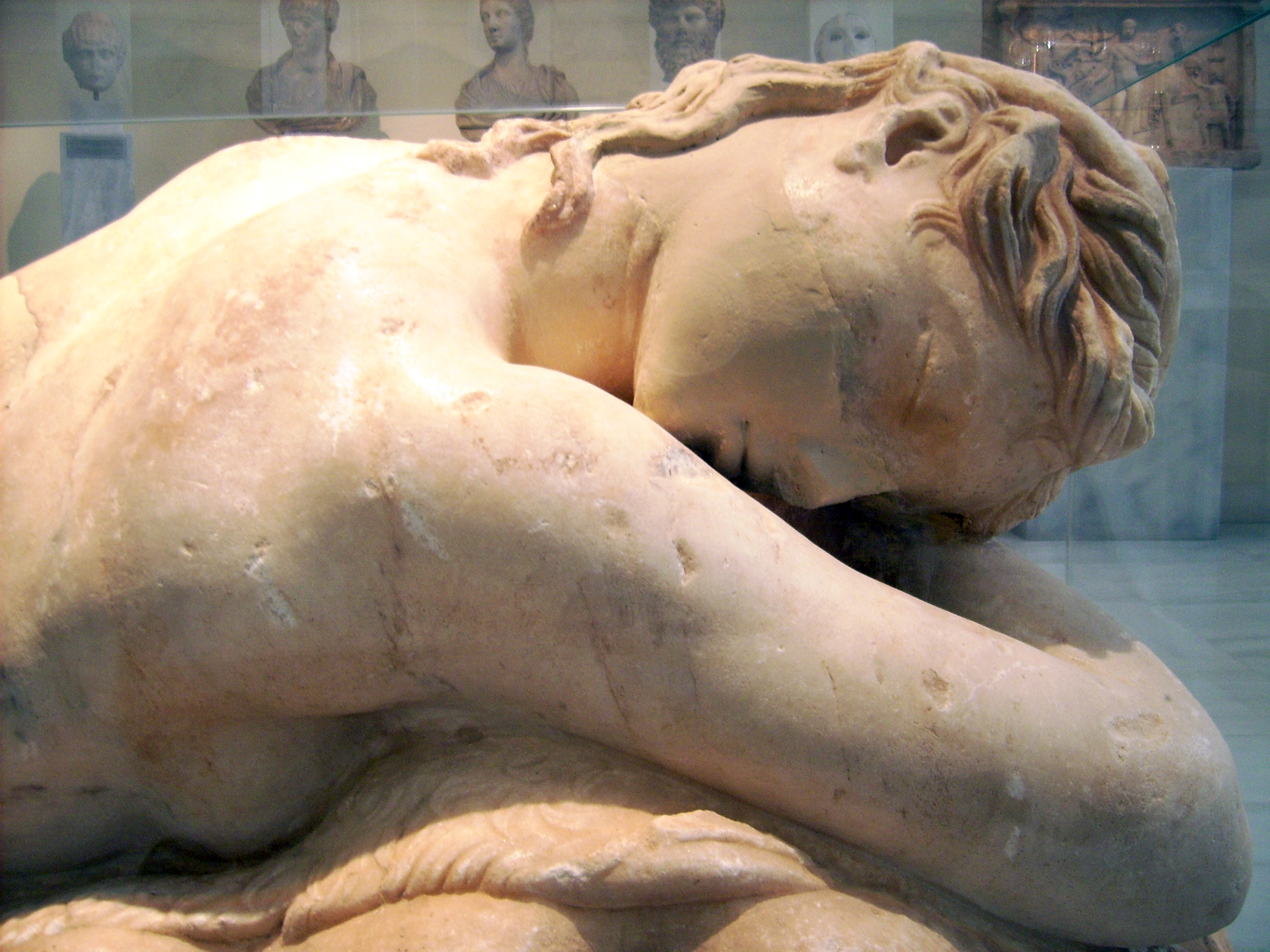
Détail de la tête et du haut du corps.

La ménade nue, légèrement plus grande que nature, n'est que partiellement couverte d'une himation disposée sur le genou. Elle est représentée allongée sur une peau de panthère, qui à son tour repose sur une surface rocheuse irrégulière. Sa tête repose sur le bras droit plié. Les cheveux longs sont arrangés avec un ruban et tombent sur le cou. 
La statue correspond à la forme et à l'exécution d'un type de statuaire couramment appelé Hermaphrodite endormi, identifié de manière incertaine à une œuvre du sculpteur athénien hellénistique Polyclès (it) (actif au milieu du IIe siècle av. J.-C.), connue de la tradition ancienne.
Certains éléments de la statue sont manquants : les pieds et le bas des jambes, des doigts de la main droite et des parties de la roche sont perdus. Le bras gauche est complètement manquant, de même que des parties d'une couverture froissée. Les imperfections les plus importantes de la peau ont été restaurées en plâtre.

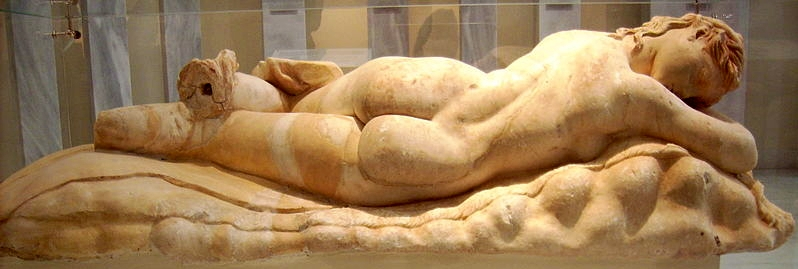
Vue de dos

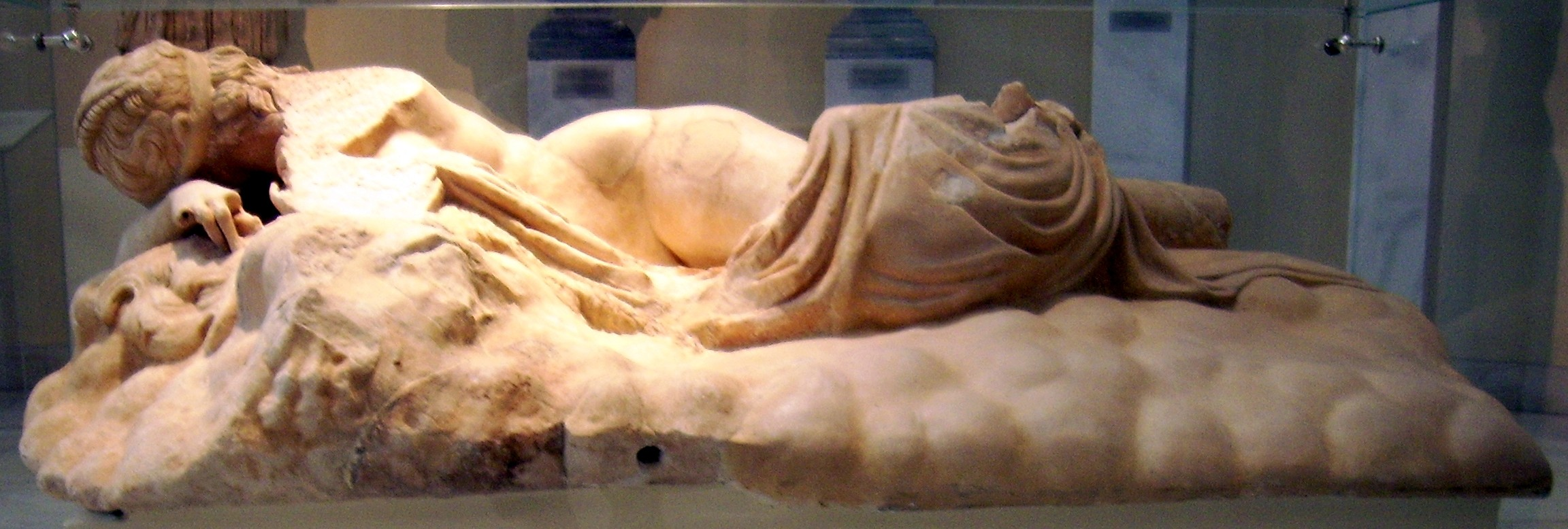
Vue de face

## Sources
1. ↑  Euripide, Bacchantes, vers 139, 677 et suiv., 1043 et suiv.
2. ↑  Lévêque et Séchan 2015, p. 292.
3. ↑  (it) Matteo Cadario, Palazzo Massimo alle Terme, Guida al Museo Nazionale Romano, 2005, p. 40-41.
4. ↑  Pline l'Ancien, Historia Naturalis, XXXV, 8.19 et  XXXVI, 4.5.